# Povstání Islámského státu v Iráku (2017–současnost)
Povstání v Iráku je pokračující konflikt vedený Islámským státem proti irácké vládě a jejím spojencům. Islámský stát ztratil svoje poslední území v Iráku 9. prosince 2017. Od té doby funguje jako podzemní hnutí, které působí především v oblastech obývaných sunnitskou menšinou. Část jeho bojovníků přešla do povstalecké skupiny Bílé vlajky, která je odnoží teroristické skupiny Ansar al-Islám.

## Chronologie

### 2017
- 9. prosinec – Irácký premiér Hajdar Abádí ohlásil definitivní porážku teroristické organizace Islámský stát (IS) v Iráku.[1] Irácká armáda oznámila, že celý Irák byl osvobozen.[1] Mluvčí mezinárodní koalice vedené Spojenými státy však před několika dny řekl, že v Iráku a Sýrii zůstává skoro 3000 bojovníků IS a že stále představují hrozbu.[1]

### 2018
- 15. leden – Dva sebevražední atentátníci IS v centru irácké metropole Bagdádu zabili 38 lidí a více než 100 dalších zranili.[2]
- 5. únor – Spojené státy začaly stahovat část svých jednotek z Iráku.[3] Podle AP by měly v Iráku zůstat asi 4 tisíce lidí, kteří mají pomáhat s výcvikem iráckých bezpečnostních sil.[3] V prosinci 2017 čítaly jednotky USA podle amerického ministerstva obrany asi 5200 lidí.[3]
- 13. únor – Americký ministr zahraničí Rex Tillerson v úterý na konferenci v Kuvajtu požádal členské státy koalice bojující spolu se Spojenými státy proti IS, aby se zapojily do obnovy Iráku.[4] V opačném případě se IS podle něj může vrátit.[4] Tillerson upozornil, že v Iráku skončily pouze hlavní bojové operace a že členové IS si budují zázemí jinde a mohou se vrátit.[4] Ministr uvedl, že nebudou-li se lidé v Iráku a Sýrii moci vrátit k normálnímu životu, je zde riziko, že se obnoví podmínky, které ISIS v minulosti umožnily ovládnout velké území.[4] Koalice podle něj musí pokračovat v odklízení nevybuchlých zbytků po ISIS, umožnit nemocnicím znovu fungovat, obnovit dodávky vody a elektřiny a dostat dívky a chlapce do škol.[4] Podle údajů Severoatlantické aliance ztratil IS v Iráku a Sýrii zhruba 95 procent území, které kdysi ovládal. Ministr zahraničí USA Rex Tillerson dokonce před časem hovořil o 98 procentech.[4]
- březen – Útoky IS si v březnu vyžádaly 112 obětí.[5] Nejhůř postiženým městem bylo metropole Bagdád.[5]
- 9. květen – Irácká státní televize informovala, že irácké síly dopadly pět velitelů IS.[6]
- 12. květen – V Iráku se konaly parlamentní volby.

### 2019
- 29. prosinec – Americké letectvo provedlo nálety na základny šíitské skupiny v Iráku.[7] Při útocích podle iráckých zdrojů zahynulo nejméně 25 příslušníků šíitské skupiny Katáib Hizballáh.[7] Iracký premiér Ádil Abdal Mahdí útoky označil za nepřijatelné a jeho vládu to donutilo přehodnotit účast v koalici bojující proti IS.[7]

### 2020
- 5. leden – Irácký parlament schválil usnesení, v němž vyzval vládu, aby ukončila přítomnost cizích vojáků v zemi a aby zajistila, že zahraniční armády nebudou z žádného důvodu využívat irácké území, vzdušný prostor ani teritoriální vody.[8] Parlament se sešel na mimořádné schůzi kvůli americkému útoku, při němž zemřel vlivný íránský generál Kásim Solejmání.[8] Spojené státy večer oznámily, že jsou krokem iráckého parlamentu zklamány.[8]

## Iraq Body Count project
| Rok      | 2017 | 2018  | 2019  | 2020 | 2021 | 2022 | 2023 | 2024 |
| -------- | ---- | ----- | ----- | ---- | ---- | ---- | ---- | ---- |
| leden    |      | 474   | 323   | 114  | 64   | 62   | 56   | 46   |
| únor     |      | 410   | 271   | 148  | 56   | 46   | 52   | 44   |
| březen   |      | 402   | 123   | 73   | 49   | 42   | 76   | 29   |
| duben    |      | 303   | 140   | 52   | 66   | 31   | 86   | 23   |
| květen   |      | 229   | 167   | 74   | 49   | 82   | 46   | 28   |
| červen   |      | 209   | 130   | 64   | 46   | 44   | 28   |      |
| červenec |      | 230   | 145   | 49   | 87   | 67   | 30   |      |
| srpen    |      | 201   | 93    | 82   | 60   | 80   | 29   |      |
| září     |      | 241   | 151   | 54   | 41   | 68   | 38   |      |
| říjen    |      | 305   | 361   | 70   | 65   | 63   | 34   |      |
| listopad |      | 160   | 274   | 74   | 23   | 65   | 34   |      |
| prosinec | 291  | 155   | 215   | 54   | 63   | 90   | 28   |      |
| Celkem:  | 291  | 3 319 | 2 393 | 908  | 669  | 740  | 537  |      |